# Pasqual Maragall

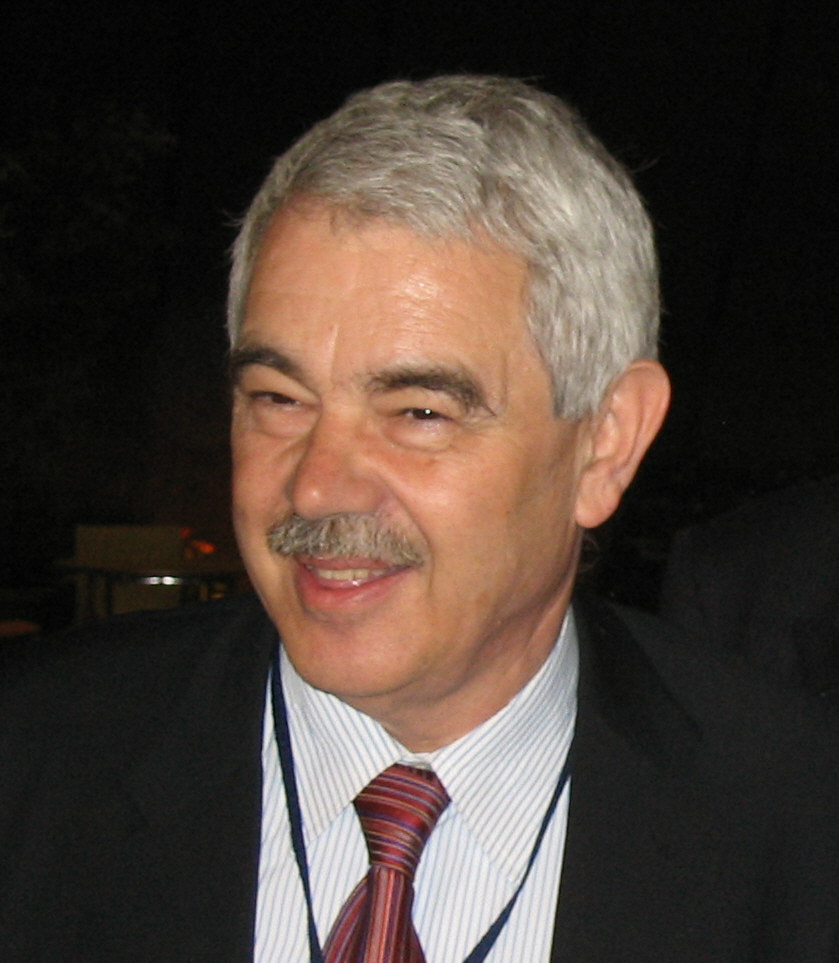
Pasqual Maragall (2004)

Pasqual Maragall i Mira (* 13. Januar 1941 in Barcelona) ist ein spanischer Politiker. Er war von 1982 bis 1997 Bürgermeister von Barcelona und von 2003 bis 2006 der 127. Regierungschef der autonomen Gemeinschaft Katalonien (President de la Generalitat de Catalunya).

## Werdegang
Nach seinem Studium der Rechts- und Wirtschaftswissenschaften an der Universität Barcelona begann Maragall 1965 seine Arbeit in der Stadtverwaltung von Barcelona. Er war in den 1960er Jahren Mitglied der Untergrundpartei Frente de Liberación Popular. 1971 bis 1973 lebte er in New York, wo er die New School University besuchte und dort den Master of Arts in Economics erwarb. 1978 promovierte er an der Autonomen Universität Barcelona.
Über seine Tätigkeit bei der Gewerkschaft kam er zur Partit dels Socialistes de Catalunya (PSC). Bei den ersten Kommunalwahlen nach Francos Tod 1979 zog er in den Stadtrat von Barcelona ein. Als der damalige Bürgermeister Narcís Serra 1982 nach Madrid gerufen wurde, übernahm er das Amt des Bürgermeisters von Barcelona und wurde in den Wahlen 1983, 1987, 1991 und 1995 bestätigt. 1997 übergab er das Amt an Joan Clos. In Maragalls Amtszeit fiel die Austragung der 25. Olympischen Sommerspiele im Jahr 1992, deren Organisationskomitee er vorsaß.
1999 ging er als Spitzenkandidat der PSC in die Wahlen zum katalanischen Parlament. Da sein Gegner Jordi Pujol eine Koalition seiner Partei Convergència i Unió sowie der Partido Popular schmieden konnte, unterlag Maragall im neu konstituierten Parlament bei der Wahl um das Amt des Präsidenten der Generalitat und wurde Oppositionsführer. 2003 gelang es ihm jedoch, eine Drei-Parteien-Koalition aus der PSC, der Iniciativa per Catalunya Verds (IC-V) sowie der Esquerra Republicana de Catalunya (ERC) zu bilden und so nach vier Jahren Opposition das Amt des Präsidenten der katalanischen Regierung zu übernehmen. Die Koalition zerbrach im Mai 2006 an der Auseinandersetzung um das neue Autonomiestatut, das der ERC nicht weit genug ging. Maragall kündigte daraufhin für Oktober eine vorgezogene Neuwahl an und erklärte im Juni – möglicherweise auf Druck seiner eigenen Partei – seinen Verzicht auf eine erneute Kandidatur. Nachfolger im Amt des Regierungschefs wurde am 28. November 2006 sein Parteifreund José Montilla.
Im Oktober 2007 gab Maragall bekannt, dass bei ihm im Frühjahr 2007 ein Frühstadium von Alzheimer diagnostiziert wurde, und er sich auch deshalb dazu entschloss, sich aus allen öffentlichen Ämtern, die er bekleidete, zurückzuziehen.
Wegen andauernder Gerüchte über seinen Gesundheitszustand habe er sich entschlossen, mit der Diagnose an die Öffentlichkeit zu treten.
Maragall ist Präsident der kurz darauf (April 2008) gegründeten Pasqual-Maragall-Stiftung zur Erforschung von Alzheimer.